# Miechowsko-Działoszycki Obszar Chronionego Krajobrazu
Miechowsko-Działoszycki Obszar Chronionego Krajobrazu – obszar chronionego krajobrazu położony w Niecce Nidziańskiej, w południowo-zachodniej części województwa świętokrzyskiego. Zajmuje powierzchnię 41 152 ha znajdującą się na obszarze gmin: Działoszyce, Imielno, Michałów, Sędziszów, Słupia Jędrzejowska i Wodzisław.
Został utworzony w 1995 roku na terenie ówczesnego województwa kieleckiego. W wyniku reformy administracyjnej w 1999 roku znalazł się w granicach województw świętokrzyskiego (40 333 ha) i małopolskiego (57 080 ha). W 2012 roku część położoną w województwie małopolskim przekształcono w osobny Obszar Chronionego Krajobrazu Wyżyny Miechowskiej.
Obszar utworzono w celu przywrócenia czystości wód rzek biorących tu swój początek. Spełnia on rolę retencyjno-wodochronną i gleboochronną lasów porastających wododział Nidy, Pilicy i Wisły. Gospodarka leśna w M-DOChK ma uwzględniać ochronę występujących tu cennych zbiorowisk roślinnych.
W obszarze występują kompleksy leśne w postaci zbiorowisk grądowych i dąbrowy świetlistej. Ich fragment podlega ochronie we florystycznym rezerwacie przyrody Lubcza. Urozmaicona rzeźba terenu sprawia, że występująca tu roślinność jest bardzo różnorodna. Spośród chronionych gatunków roślin występują tu: bluszcz pospolity, dzwonecznik wonny, kokoryczka okółkowa, lilia złotogłów, orlik pospolity, pluskwica europejska, róża francuska, tojad dzióbaty, tojad mołdawski, wawrzynek wilczełyko, ciemiężyca zielona, miodunka miękkowłosa, a także storczykowate: kruszczyk szerokolistny i podkolan dwulistny.
Występujące tu bezleśne pagórki kredowe i wąwozy lessowe porośnięte są murawami kserotermicznymi i wieloma rzadkimi roślinami. Na obrzeżach lasów i muraw kserotermicznych rosną zarośla leszczynowe i tarninowe, spełniające ważną rolę biocenotyczną i gleboochronną.
Na terenie M-DOChK znajdują się liczne stanowiska archeologiczne. W rejonie Brześcia, Dziemięrzyc, Moczydła i Sudołu spotykane są tzw. kurhany małopolskie. W okolicach Szczotkowic znajduje się kopiec z epoki brązu. W Klimontowie i Krzelowie położone są dawne dwory obronne i grodziska. Na terenie obszaru znajdują się także liczne zabytki architektury sakralnej, zespoły dworsko-parkowe oraz zachowane układy zabudowy miejskiej.